# Storm Model Management
Storm Model Management este o agenție de modă bazată în Chelsea, Londra. 
Storm a fost fondată în 1987 de Sarah Doukas, din casa ei din Londra, împreună cu Richard Branson, partenerul ei de afaceri.

## Modele reprezentate de Storm
- Kate Moss
- Carla Bruni[1]
- Alexa Chung[1]
- Liu Wen[1]
- Anita Pallenberg[1]
- Emma Watson[1]
- Holly Willoughby[1]
- Ayu Gani
- Chloe Lloyd[2]
- Behati Prinsloo[3]
- Alek Wek
- Andreja Pejić
- Cindy Crawford
- Eva Herzigová
- Jade Parfitt
- Jessica Amornkuldilok
- Jiratchaya "Tawan" Kedkong
- Jourdan Dunn
- Karolína Kurková
- Michael Bublé
- Monica Bellucci
- The Vamps
- Sang In Kim
- Josh Cuthbert
- Estelle Chen
- Taylor Marie Hill
- Jodilly Pendre

## Legături externe
- Site oficial Arhivat în 18 februarie 2015, la Wayback Machine.
- Storm Models în Fashion Model Directory